# Neldasaurus wrightae
Il neldasauro (Neldasaurus wrightae) è un anfibio temnospondilo estinto, appartenente agli dvinosauri. Visse nel Permiano inferiore (circa 290 - 275 milioni di anni fa) e i suoi resti fossili sono stati ritrovati in Nordamerica.

## Descrizione
Questo anfibio doveva assomigliare vagamente a una grossa salamandra; il solo cranio poteva raggiungere i 12 centimetri di lunghezza, e l'animale intero poteva essere lungo circa 80 centimetri. Il cranio era allungato rispetto a quello di altri animali simili come Dvinosaurus o l'affine Trimerorhachis, ed era caratterizzato da narici che si aprivano nei pressi della linea mediana del cranio; la zona di contatto tra premascella e mascella, inoltre, era molto ampia. Le orbite si aprivano a circa metà della lunghezza del cranio ed erano rivolte verso l'alto. Sul palato erano presenti grandi zanne sul vomere che, unite ai più piccoli denti aguzzi lungo il margine di mascella e mandibola, andavano a formare un notevole arsenale per predare. Alcune caratteristiche richiamavano altri dvinosauri, come la presenza di una regione otica con un'insenatura dell'osso squamoso ben definita, una coana a forma di ovale ampio e le zanne vomerine disposte trasversalmente. 

## Classificazione
Neldasaurus wrightae venne descritto per la prima volta nel 1965, sulla base di resti fossili ben conservati ritrovati in Texas nei cosiddetti Red Beds risalenti al Permiano inferiore. Neldasaurus fa parte dei Trimerorhachidae, una piccola famiglia di anfibi dalle abitudini acquatiche tipica del Carbonifero superiore e del Permiano inferiore, ascritta al gruppo degli Dvinosauria (comprendente numerose forme acquatiche e alcune anche neoteniche). Neldasaurus è il trimerorachide più derivato, e insieme a Trimerorhachis forma un clade che è considerato il sister taxon a un gruppo noto come Dvinosauroidea, comprendente tra gli altri i generi Erpetosaurus, Dvinosaurus, Isodectes, Tupilakosaurus e Slaugenhopia (Schoch, 2018).